# Benno Schoenberger
Benno Schoenberger (Viena, 12 de setembre de 1863 - 1930) fou un pianista i compositor austríac.
Deixeble de Door (piano), de Bruckner (contrapunt) i Volkmann (composició), en el Conservatori de Viena fins al 1874, en acabar els seus estudis s'incorporà al Quartet Hellmesberger, actuant en aquest durant algun temps.
Rebé durant diversos mesos les ensenyances de Liszt, i a partir de 1878 emprengué una llarga sèrie de gires artístiques per Rússia, Alemanya, Àustria i Bèlgica. De 1880 a 1885 es consagrà a l'ensenyança a Viena, i el 1866 establí la seva residència a Londres.
Va produir molta música per a piano. També publicà diversos lieder.